# 米韓関係

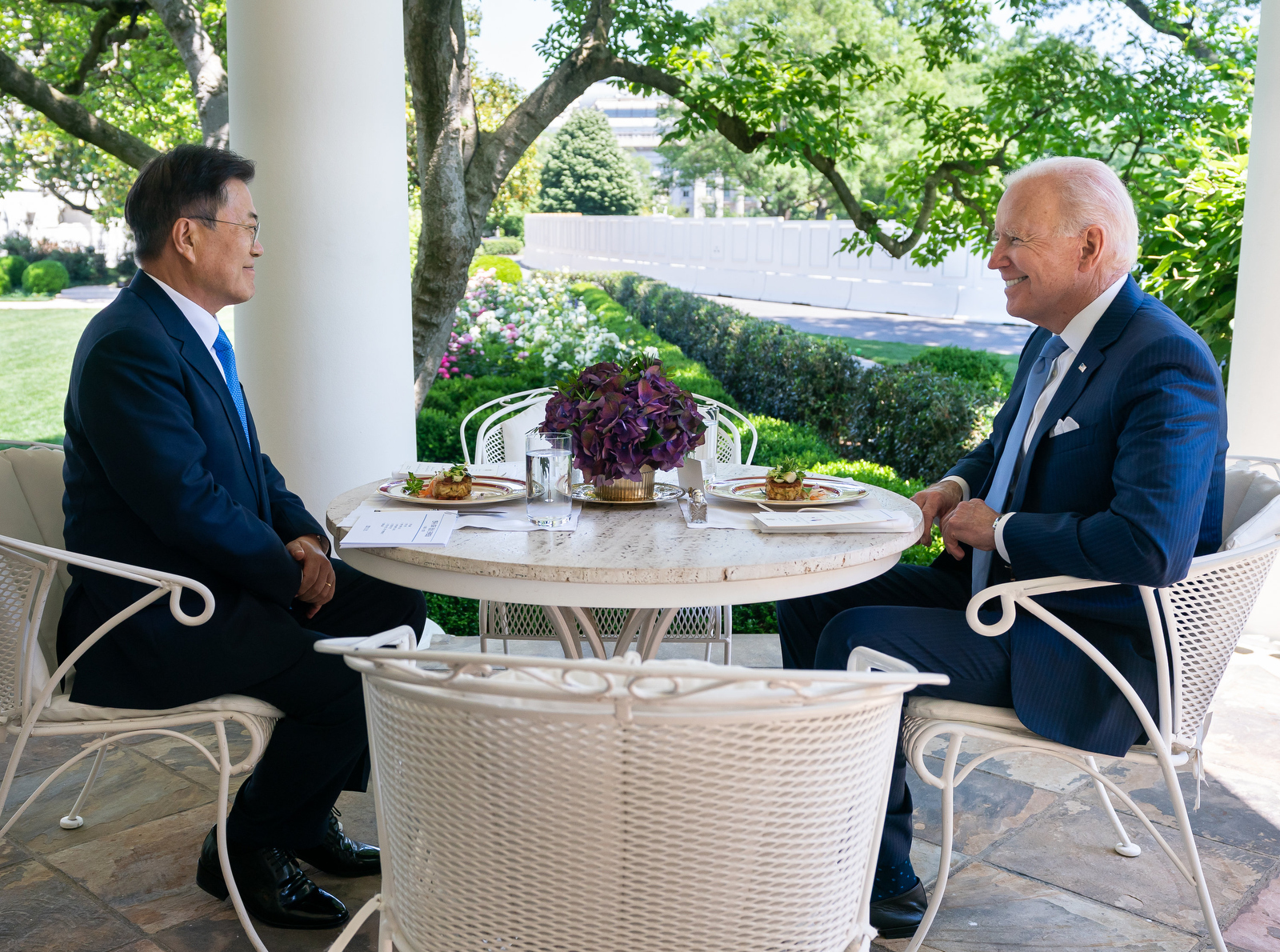
2021年5月、ホワイトハウスでの韓国の文在寅大統領（左）とアメリカのジョー・バイデン大統領（右）。

米韓関係（べいかんかんけい、朝: 한미 관계・韓美 關係、英: South Korea–United States Relations）ではアメリカ合衆国（アメリカ・米国）と大韓民国（韓国）の国際関係について述べる。
米韓関係は資本主義確立の援助や朝鮮戦争（1950年から1953年）にて朝鮮民主主義人民共和国（北朝鮮）の朝鮮人民軍と戦う国連軍を支援する側に立った1950年以来最も広範囲に及んでいる。以後40年間韓国は経済力・政治力・軍事力の増加を経験し、アメリカに対する依存度を劇的に下げた。
1988年2月25日の盧泰愚政権発足から2008年2月24日の盧武鉉政権終焉までの間に韓国はアメリカ合衆国との連携を模索し、ソウルとワシントンとの関係をある程度緊張させた。しかしながらアメリカと韓国との関係は、2008年2月25日に親米保守派の李明博政権が発足した後大きく強化された。2009年の第2回G20サミットでアメリカのバラク・オバマ大統領は韓国について、「アメリカの最も近い同盟国で、最も偉大な友人の一つ」であると述べた。

## 両国の比較
|          | 大韓民国                                  | アメリカ合衆国                             |
| 人口     | 5062万人                                  | 3億1434万6000人                            |
| 国土面積 | 10万平方キロメートル                      | 962万8000平方キロメートル                  |
| 首都     | ソウル特別市                              | ワシントンD.C.                             |
| 最大都市 | ソウル特別市                              | ニューヨーク                               |
| 政治体制 | 単一 大統領制 共和国                      | 大統領制 連邦共和国                        |
| 公用語   | 韓国語                                    | 英語（事実上、連邦での規定無し）           |
| 名目GDP  | 1兆5470億米ドル (一人当たり2万9742米ドル) | 14兆2646億米ドル (一人当たり4万7440米ドル) |

## 歴史的背景

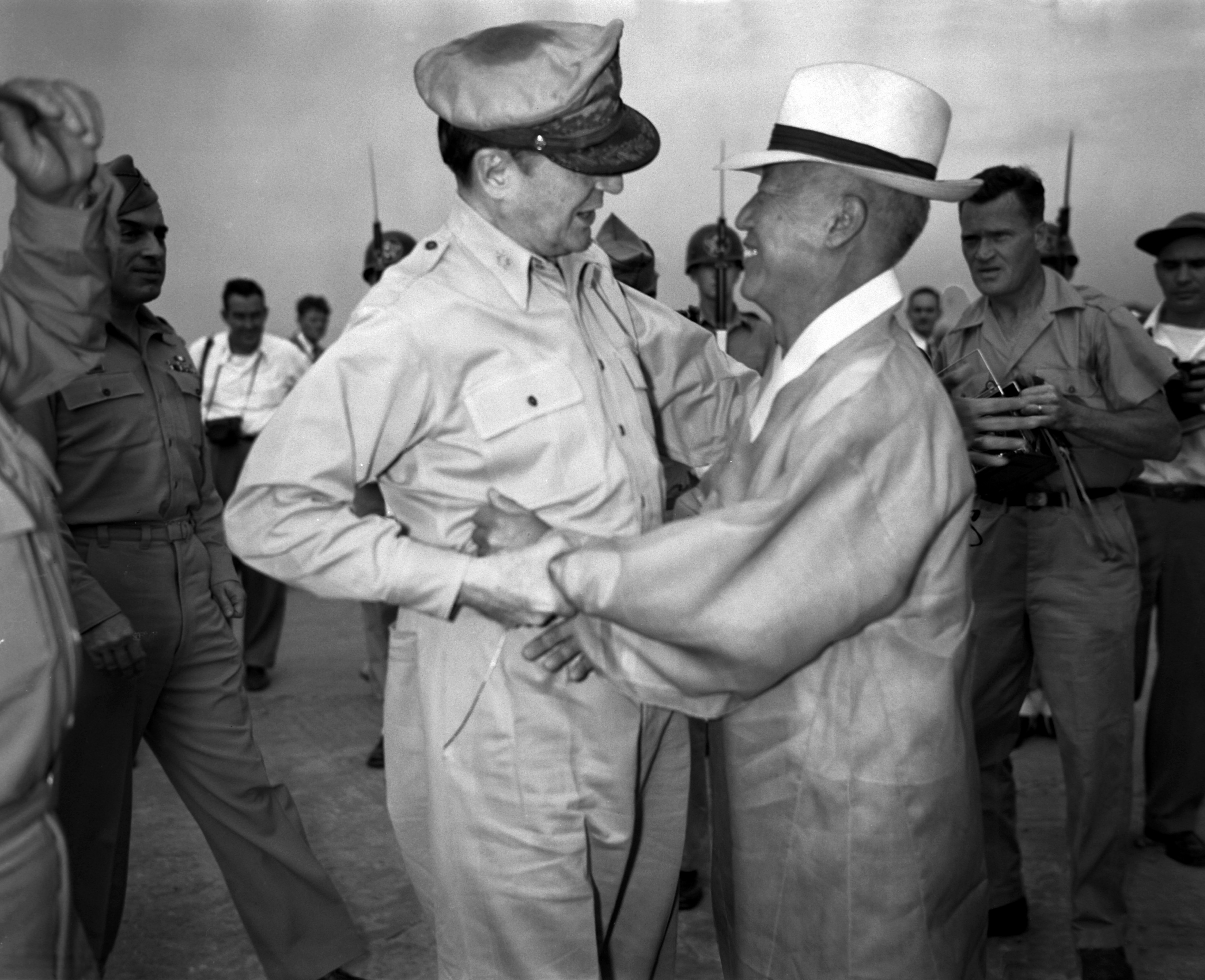
アメリカ陸軍のダグラス・マッカーサー元帥を迎える初代大韓民国大統領李承晩。

19世紀半ばの李氏朝鮮は1840年に勃発した阿片戦争以後本格化した西洋諸国の通商要求に対して海禁政策を採用し、国境を開放していなかった。1866年に通商を要求して乱暴狼藉を振るったアメリカ合衆国の商船ジェネラル・シャーマン号（General Sherman号）が大同江に侵入した際は、平壌軍民が反撃して燃やしてしまった（ジェネラル・シャーマン号事件）。このジェネラル・シャーマン号事件に対する報復として、アメリカ合衆国は1871年に辛未洋擾を起こした。

### 朝鮮戦争
1950年6月25日に朝鮮民主主義人民共和国（北朝鮮）の朝鮮人民軍が大韓民国（南朝鮮）を侵攻した時に、38度線での国境を跨いだ小戦闘や襲撃が野戦状態にエスカレートさせた。
朝鮮戦争は1950年6月25日の朝鮮民主主義人民共和国（北朝鮮）の大韓民国（南朝鮮）への南進によって始まり、朝鮮人民軍は開戦3日後の6月28日に大韓民国の首都であるソウルを攻略し（第一次ソウル会戦）、更に朝鮮半島の南下を続けた。北朝鮮の怒涛の南進への反応として、アメリカ合衆国を含めた国際連合加盟国16カ国が臨時首都釜山に追い詰められた大韓民国の李承晩政権を防衛する為に参戦した。これがアメリカ合衆国やその他諸国軍の大規模な配置を伴った、東西冷戦期最初の激しい武力衝突だった。その後朝鮮半島の「北進統一」を掲げていた李承晩初代大統領の主導権もあって、国連軍は開戦以前の事実上の国境線であった38度線を北上し、一時大韓民国国軍は中朝国境の鴨緑江にまで到達したが、この国連軍の朝鮮半島北上は1949年10月1日に建国された成立間も無い中華人民共和国の介入を招き、毛沢東主席は彭徳懐司令官率いる中国人民志願軍（抗美援朝義勇軍）の参戦を決断し、中朝連合軍は国連軍を38度線まで押し戻した後、1953年7月27日に「北進統一」に固執する大韓民国の要人が署名しないまま、朝鮮戦争休戦協定が署名された。

## 軍事同盟

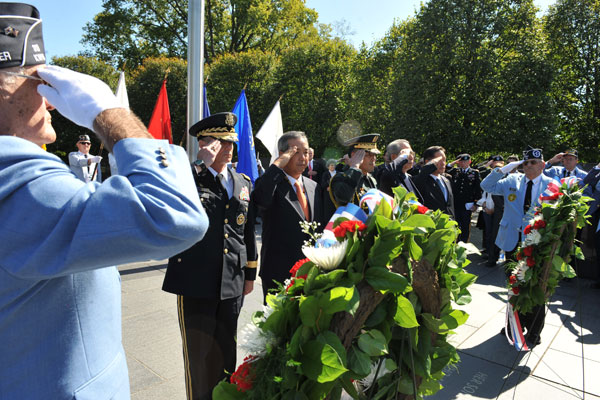
アメリカ軍の兵士と朝鮮戦争に従軍した退役軍人が戦死した戦友を讃えている。

大韓民国とアメリカ合衆国は1953年7月27日の朝鮮戦争休戦協定締結後の同年1953年10月1日に米韓相互防衛条約に署名し、軍事同盟を結ぶ事に同意した。彼らは同盟を「血で作られた関係」と呼んだ。米韓同盟と在韓米軍地位協定に基づき、約2万9000人の在韓アメリカ軍が大韓民国に駐留している。
1961年の5・16軍事クーデターによって実権を掌握した朴正煕大統領は、アメリカのリンドン・ジョンソン大統領の要請によって、アメリカが戦っていたベトナム戦争に際してアメリカ軍を補佐する為に大韓民国国軍（大韓民国陸軍・大韓民国海兵隊）をベトナムに派兵した。ベトナム戦争に参戦した大韓民国国軍はアメリカ軍に次いで世界第2位の規模の外国分遣隊を維持した。アメリカは大韓民国のベトナム派兵に報い、軍事的かつ経済的援助を増加させ、大韓民国の高度経済成長（「漢江の奇跡」）の契機を創り上げた。ベトナム戦争中の1968年3月16日にアメリカ軍がソンミ村虐殺事件を引き起こしたのと同様に、大韓民国国軍も1968年2月12日にフォンニィ・フォンニャットの虐殺のような戦争犯罪を引き起こしている。このような大韓民国国軍による戦争犯罪はベトナム戦争終結後のベトナムと韓国の両国関係に禍根を残している。
他方で米韓同盟の存在にも拘らず、米韓関係は悪化することもある。1972年10月27日の維新クーデターで権力を強化した後の朴正煕大統領は大韓民国の核兵器開発を構想していたため、大韓民国の核武装を望まなかったアメリカのジミー・カーター大統領との間で外交問題に発展した。また同じく朴正煕大統領の執政下にあった1970年代には大韓民国中央情報部(KCIA)の関与の下で、アメリカ合衆国下院議員を大韓民国の実業家朴東宣が買収する「コリアゲート事件」が発覚している。その他2002年6月13日に発生した議政府米軍装甲車女子中学生轢死事件のような在韓アメリカ軍の不祥事によって大韓民国の世論が反米的になることもある。
2002年大韓民国大統領選挙に際してリベラルな土壌から選出された盧武鉉大統領もアメリカのジョージ・W・ブッシュ大統領の要求に応じて2003年のイラク戦争に際して大韓民国国軍を、2004年にイラクにザイトゥーン部隊を派遣する事を承認した。2008年2月25日に李明博政権が発足した後、2009年には大韓民国とアメリカ合衆国は将来の防衛協力の為に同盟を展望させると誓約した。

## 課題
1953年7月27日の朝鮮戦争休戦以来大韓民国とアメリカ合衆国は強い結び付きを保っている。

### 世論
アメリカのシンクタンクであるピュー・リサーチ・センターによると、韓国国民はアメリカ合衆国やアメリカ人に対して最も大きな好意を寄せている（世界中の国々の中でアメリカは4位以内にランクされている）。同様に、韓国のギャラップの調査でも、韓国はアメリカを世界中の国々で最も友好的だと見ている。
政治的側面では、アメリカ合衆国は1945年以降韓国が独裁政権に支配されていた頃でさえ、韓国を「誠実な防共の砦」として支援した。2011年3月のギャラップの世論調査では、74パーセントの韓国人がアメリカ合衆国の世界での影響に好意的だと信じている。同様にアメリカ国民は韓国をより前向きに見る事に堅実である。2011年のギャラップの調査では65パーセントのアメリカ人が韓国に好感を持ち、最も高い数字を出した。したがって、両国が共に友情の精神で取り組み続けなければならないより小さな課題が残ってはいるものの、両国関係は堅実に改良されている。
一方2007年10月の盧武鉉大統領と金正日国防委員長の第2回南北首脳会談の席において、盧は「国民を対象に世論調査をした結果、最も憎い国がアメリカであり、平和を破壊する国の筆頭にアメリカを選んだ」と金に説明している。

### 人種差別
『ニューヨーク・タイムズ』紙は大韓民国社会を「つい最近まで韓国人は彼らの国家が単一民族である事を誇りを持つようにと教えられていた」と書いた。朝鮮戦争の後にアメリカ軍兵士と性的関係を持った女性は軽蔑され、「生まれて来た子供達はハイブリッドという意味の用語であるtwigiとして避けられた。」

### 環境破壊
2000年2月9日に在韓アメリカ議会軍のアメリカ軍第8軍が20箱の液体のホルムアルデヒドを漢江に流して廃棄するよう命じた。大韓民国の環境保護団体は水生生物に有害だと抗議したが、アメリカ軍はホルムアルデヒドは川の水で薄められると主張した。これがいわゆる在韓米軍漢江毒劇物無断放流事件である。この事件は2006年の韓国映画『グエムル-漢江の怪物-』（怪物映画）で風刺された。この映画の中で川から出て来た恐ろしい突然変異する怪物がソウルの住民に恐怖を与えるという内容である。

### 牛肉輸入論争
2003年に韓国政府はワシントンで狂牛病が見つかったことを受け、アメリカ産牛肉の輸入を禁止した。2008年にはアメリカ産牛肉の輸入に対する2008年韓国蝋燭デモが起こり、1980年代の「民主化」運動を思い出させた。それにも拘わらず、韓国は2010年には世界3位のアメリカ産牛肉輸入国になった。その強力な輸入の成長に伴って韓国は日本を超え、初めてアジアで最大のアメリカ産牛肉の市場になった。

### ウクライナ侵攻への対応
2022年ロシアによるウクライナ侵攻が始まると欧米各国、日本などはロシアに対する経済制裁を取りまとめて実行に移した。しかし、韓国は侵攻当初に「国連が関わらない独自制裁は行わない」と表明したため、同年2月末にアメリカが取りまとめた対露制裁国のリストから外れることとなった。

### 2022年時点の米中韓のバランス
2022年、台湾海峡問題が深刻さを増すと、同年8月2日にはナンシー・ペロシ下院議長による台湾訪問が行われ、事実上、アメリカは中国をけん制することとなった。ペロシ議長は台湾訪問後に韓国を訪問、韓国国会議長との面会は行われたが、尹錫悦大統領は休暇中であることを理由に電話による会談となった。
ペロシ議長は韓国を出発して日本に向かったが、この直後、韓国は同月8日に韓中外相会談を実施することを発表。
大統領は中国を刺激しないために面会を避けたのではないかとする憶測も流れた。
同年8月に開催された韓中外相会談では、中国側が韓国の前政権が約束した「3不1限」を順守するよう要求した。ここでいう3不とは THAAD の追加配備をしない、米ミサイル防衛システムに参加しない、韓米日の安保協力を軍事同盟に発展させないことであり、1限とは配備済み THAAD 運用を制限することを意味する。韓国側は前政権の約束は条約ではないとして協議を拒否した。